# Victor Hugo Basabe
Victor Hugo Basabe (ur. 17 grudnia 1961 w Bobures) – wenezuelski duchowny rzymskokatolicki, w latach 2016–2023 biskup San Felipe, arcybiskup Coro od 2023. 

## Życiorys
Święcenia kapłańskie otrzymał 15 sierpnia 2000 i został inkardynowany do diecezji El Vigia-San Carlos del Zulia. Pracował głównie jako duszpasterz parafialny oraz jako kanclerz i moderator kurii. W latach 2015–2018 był sekretarzem generalnym wenezuelskiej Konferencji Episkopatu.
11 marca 2016 został prekonizowany biskupem San Felipe. Sakry biskupiej udzielił mu 21 maja 2016 bp José Luis Azuaje Ayala.
31 października 2023 papież Franciszek przeniósł go na urząd arcybiskupa metropolity Coro. Ingres odbył 15 grudnia 2023.